# Alfonso Saiz Montoya
Alfonso Saiz Montoya (Colombia, 11 de diciembre de 1907- siglo XX) fue un militar colombiano.
Fue Mayor General del Ejército Nacional de Colombia.

## Biografía
Inició su carrera militar en 1932, egresado del primer curso de oficiales de la Escuela Militar durante el conflicto colombo peruano.
En 1940 ascendió a Capitán del Batallón Guardia Presidencial, y en 1945 sirvió como Mayor. En 1949 es nombrado Teniente Coronel y en 1953 Coronel y Comandante de la Sexta Brigada del Ejército Nacional. Siendo jefe civil y militar de los Llanos Orientales, recibiendo las armas de las guerrillas liberales desmovilizadas en 1953.
En 1956 asciende a Brigadier General, y finalmente en 1957 a Mayor General.
Se desempeñó como Ministro de Justicia y Ministro de Guerra en el gobierno de la Junta Militar de Colombia. Se retira del servicio activo en 1960.